# Женени от пръв поглед
„Женени от пръв поглед“ e българска версия риалити шоуто Married at first sight. В България започва да се излъчва 17 март 2015 г. по Нова телевизия от 21:00 ч. Водещ на българската версия е Евелина Павлова (сезон 1).

## Сезони
| Сезон | Сезон | ТВ канал | Година | Епизоди | Старт            | Финал       |
| ----- | ----- | -------- | ------ | ------- | ---------------- | ----------- |
|       | 1     | Нова ТВ  | 2015   | 12      | 17 март 2015     | 29 май 2015 |
|       | 2     | Нова ТВ  | 2019   | 26      | 26 февруари 2019 | 29 май 2019 |
|       | 3     | Нова ТВ  | 2026   |         |                  |             |

## Формат
В шоуто участниците се женят без да се познават напълно. В края на шоуто е сключването на брака. След сватбата се показват най-вълуващите моменти на двойките докато са заедно. На финала на шоуто двойките се събират и решават дали да продължат заедно или да се разделят.

## Участници

### Първи сезон
- Антония Първанова (26 г.) и Атанас Хаджийски (27 г.)
- Гергана Kапзамалова (30 г.) и Георги Веселинов (34 г.)
- Светлана Кирова (29 г.) и Стефан Каръбски (28 г.)

### Втори сезон
- Василена Деспотова (33 г.) и Никифор Гергов (41 г.)
- Ивана Андонова (23 г.) и Мерал Асанов (31 г.)
- Таня Райкова (51 г.) и Светозар Филипов (56 г.)
- Юлия Желева (36 г.) и Михаил Гроздев (41 г.)

## Експерти

### Първи сезон
- Радослава и Румен Карамихалеви (мачмейкъри)
- Отец Григорий (свещеник)
- Румен Бостанджиев (сексолог)
- Милена Каменова (психолог и семеен консултант)

### Втори сезон
- Ева Кулева (мачмейкър)
- Магдалена Ангелова (семеен консултант)
- Стоян Кузманов (психотерапевт)
- Милена Каменова (психолог и семеен консултант)